# Copa del Rey 1920
Dvacátý ročník Copa del Rey (španělského poháru) se konal od 28. března do 2. května 1920 za účasti šesti klubů.
Trofej získal již počtvrté ve své historii FC Barcelona, který porazil ve finále 2:0 Athletic Club.